# Centerpartiet (Island)
 For alternative betydninger, se Centerpartiet (flertydig). (Se også artikler, som begynder med Centerpartiet)
Centerpartiet (islandsk: Miðflokkurinn) er et borgerligt islandsk politisk parti stiftet af tidligere statsminister Sigmundur Davíð Gunnlaugsson i 2017, efter han forlod Fremskridtspartiet, som han indtil 2016 var formand for.

## Baggrund
Sigmundur måtte i foråret 2016 træde tilbage som statsminister, efter at der i Panama-papirerne var fremkommet oplysninger om, at han havde konti i skattely. Han tabte efterfølgende et kampvalg om partilederposten til sin næstformand Sigurður Ingi Jóhannsson og trak sig efterfølgende fra samarbejdet i altingsgruppen. Forud for altingsvalget i oktober 2017 lancerede hans tro støtte Björn Ingi Hrafnsson Samvinnuflokkurinn (Samarbejdspartiet) som en art prøveballon. Da ideen om et nyt parti blev vel modtaget, lancerede Sigmundur derefter Centerpartiet, som kredsen omkring Samvinnuflokkurinn indgik i. Partiet fik 10,87% af stemmerne ved valget, hvilket gav syv mandater i Altinget.

## Politik
Centerpartiets politik adskiller sig ikke nævneværdigt fra Fremskridtspartiets, bortset fra en mere kritisk linje overfor udenlandske finansielle interesser og en strammere udlændingepolitik. Ligesom Fremskridtspartiet er Centerpartiet således modstandere af islandsk EU-medlemskab og tilhængere af en protektionistisk landbrugs- og fiskeripolitik kombineret med generøse infrastruktur og velfærdsinvesteringer i yderområderne.

## Partibogstav og logo
Partiet stiller op under bogstavet M og har en stejlende hvid islandsk hest på lilla baggrund som logo. Hesten symboliserer ifølge partiet den islandske nations sejhed og kampvilje.